# بزاریا
بزاریا (به لاتین: Bizzariya) یک روستا در دولت فلسطین است که در استان نابلس واقع شده‌است. بزاریا ۲٬۲۵۲ نفر جمعیت دارد.